# Terza liceo
Terza liceo és una pel·lícula de comèdia dramàtica coming-of-age italiana del 1954 dirigida per Luciano Emmer.

## Argument
Últim curs del III C de l'institut Gobetti de Roma: els esdeveniments dels nois i noies que han d'afrontar els exàmens finals s'entrellacen amb amors més o menys feliços, tímids disputes i petits drames. Lucia, descendent d'una família rica, però d'ànima generosa i rebel, comparteix amb Andrea, que en canvi prové d'una família de condicions modestes, el projecte d'un diari escolar. El contingut de l'expedient els posa en col·lisió amb el director, però uneixen els dos joves, que finalment s'enamoren. La seva relació, però, s'oposa a la família de la Lucía, que vol que estigui emparellada amb l'estòlid però ric Pupo.

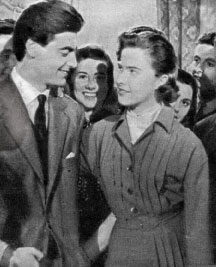
Eriprando Visconti i Giovanna Turi a Terza liceo

## Repartiment
- Isabella Redi: Lucia
- Giulia Rubini: Camilla
- Ilaria Occhini: Isabella
- Anna Maria Sandri: Teresa
- Ugo Amaldi: Franco
- Ferdinando Cappabianca: Andrea
- Franco Santori: Bruno
- Paola Borboni: Mare de Bruno
- Bartolomeo Rossetti: Valenti
- Antonio Battistella: Pare de Giulia
- Eriprando Visconti: Carlo
- Marcella Rovena: Mare de Camilla
- Turi Pandolfini: Professor
- Giuliano Montaldo: Professor
- Carlo Bernari: Professor
- Christine Carère: Giovanna
- Valeria Moriconi
- Rita Livesi